# Observatorio de Estrasburgo
| Observatorio Localización del Observatorio |

El Observatorio de Estrasburgo (Observatoire astronomique de Strasbourg en francés) es un observatorio astronómico situado en Estrasburgo, Francia. Tiene el código 522 de la Unión Astronómica Internacional.

## Historia
Tras la Guerra Franco-Prusiana de 1870-71, la ciudad de Estrasburgo pasó a ser parte del Imperio Alemán. La Universidad de Estrasburgo fue refundada en 1872 y en 1875 se comenzó la construcción de un nuevo observatorio en el distrito de Neustadt. El instrumento principal era un telescopio refractor Repsold de 50 cm, puesto en servicio en 1880. En aquella época fue el mayor telescopio en el Imperio Alemán. En 1881, la novena Asamblea General del Astronomische Gesellschaft se reunió en Estrasburgo para  celebrar la inauguración oficial.
El emplazamiento del observatorio fue seleccionado principalmente para servir de centro de instrucción y por su simbolismo político, más que por su calidad para la observación. Se trata de un lugar a baja cota, sometido a frecuentes neblinas. Durante el periodo anterior a 1914, el personal era demasiado reducido para sacar provecho de los instrumentos, con un escaso volumen de publicaciones de investigación hasta el inicio de la Primera Guerra Mundial. Las observaciones principales se centraron en cometas y estrellas variables. Después de 1909, los instrumentos también fueron utilizados para observar estrellas binarias y realizar fotometría de nebulosas.
El observatorio es actualmente la sede del Centre de données astronomiques de Strasbourg, una base de datos para la compilación y distribución de información astronómica. Este centro gestiona los programas SIMBAD (una base de datos de referencia para objetos astronómicos), VISIR (un servicio de catálogo astronómico) y Aladin (un atlas del cielo interactivo). También aloja en su extensión moderna el edificio del Planetarium de Estrasburgo. El observatorio está rodeado por el Jardín Botánico de la Universidad de Estrasburgo.
El sótano abovedado situado bajo el observatorio contiene un museo administrado por la Universidad, denominado Crypte aux étoiles ("cripta de las estrellas"), que muestra telescopios clásicos y otros dispositivos astronómicos antiguos como relojes y teodolitos.

## Astrónomos notables

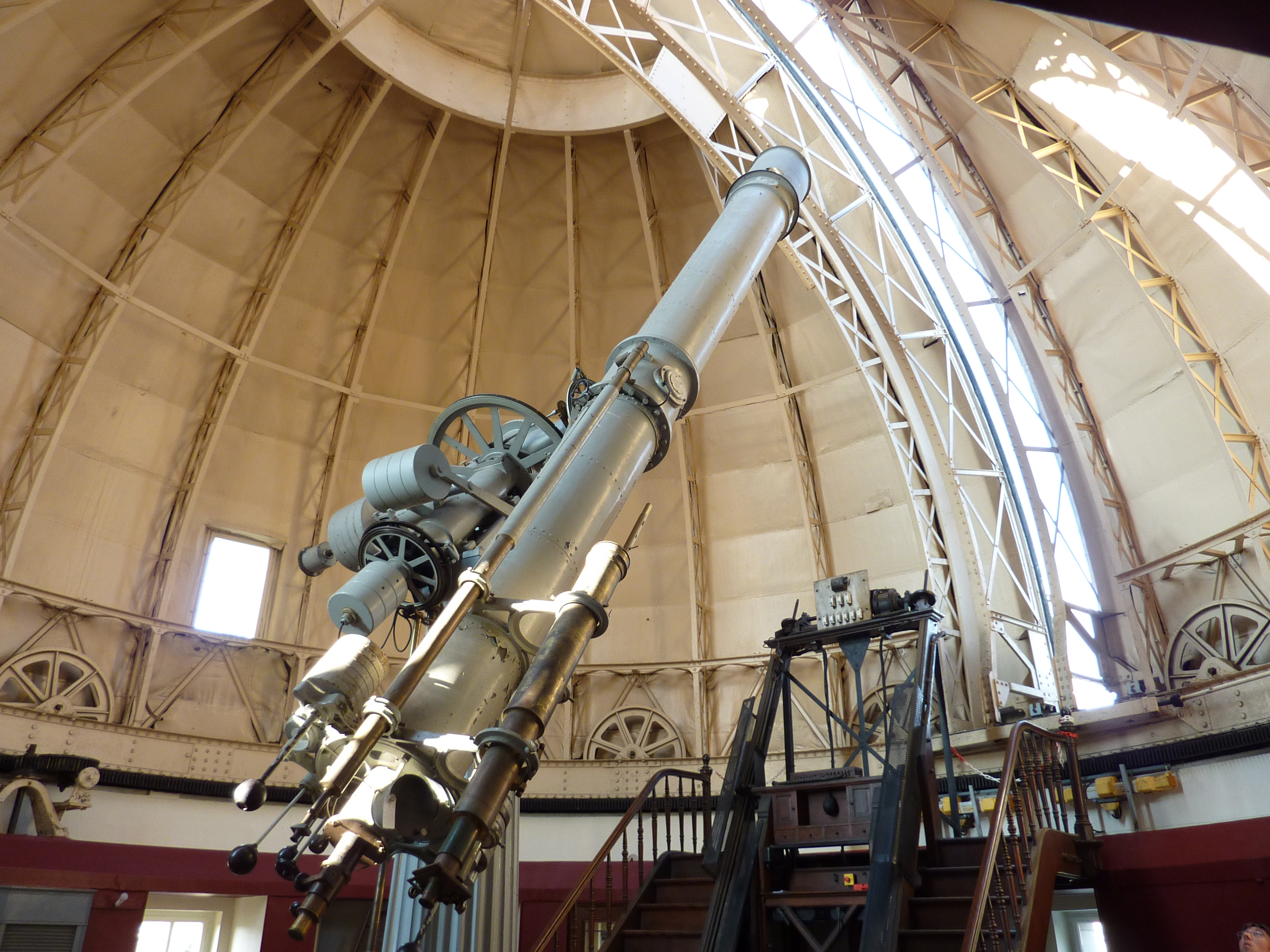
El telescopio refractor dentro de la cúpula

- Julius Bauschinger
- André Danjon
- William Lewis Elkin
- Ernest Esclangon
- Ernst Hartwig
- Carlos Jaschek
- Pierre Lacroute
- Otto Tetens
- Carl Wilhelm Wirtz
- Walter Wislicenus